# Dvanáctistrunná kytara

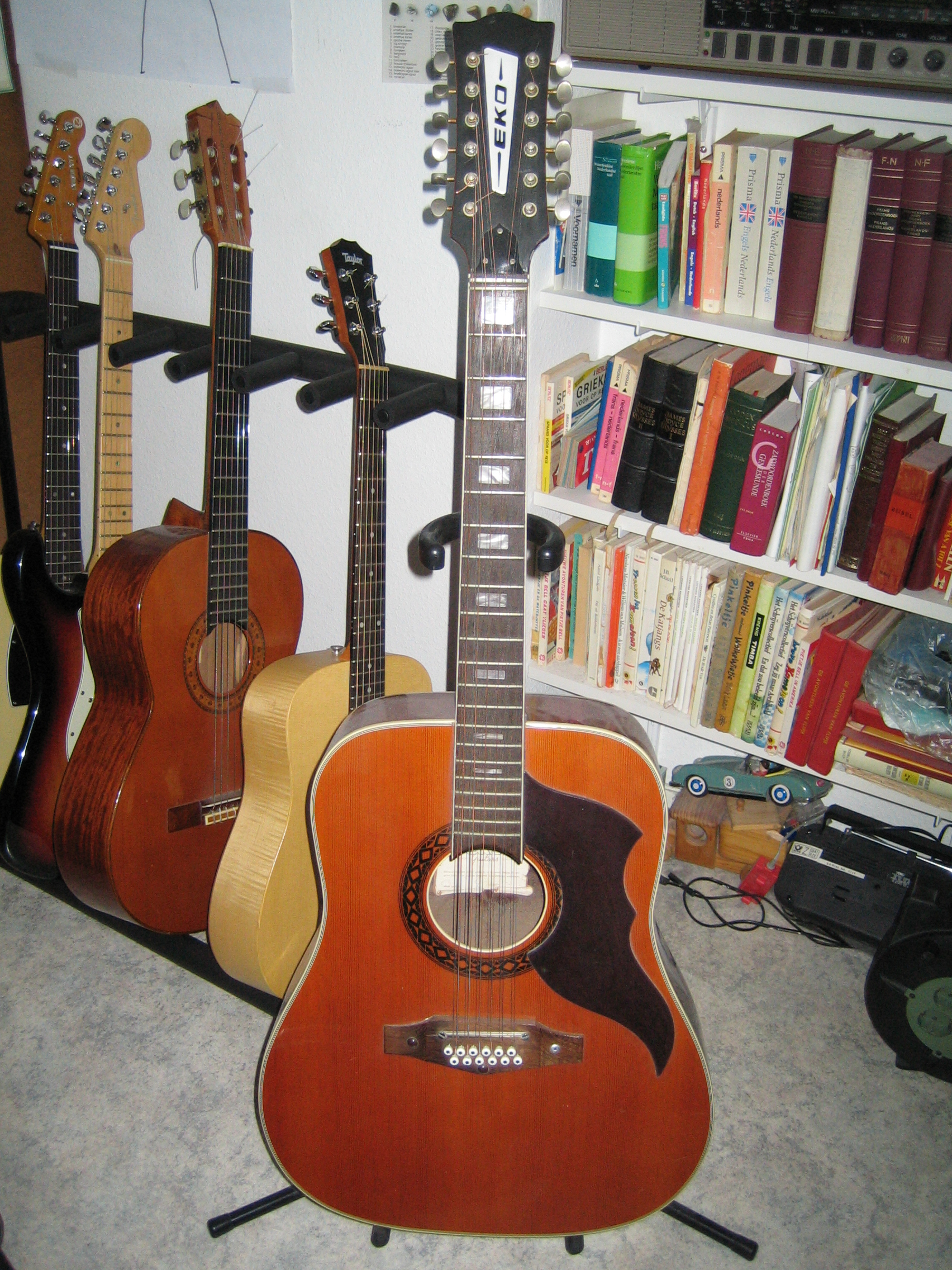
Eko Ranger 12

Dvanáctistrunná kytara je akustická nebo elektrická kytara, která má dvanáct strun, které produkují čistší a zvučnější tóny než klasická šestistrunná kytara.
Struny jsou zdvojeny, obvykle se ladí 2 nejtenčí dvojice strun tak, aby jedna struna z dvojice byla naladěna přesně a druhá z dvojice naladěna kousek pod tónem (někdy i kousek nad tónem), aby vytvořili klasický známý (harmonický) zvuk dvanáctistrunné kytary (h-h , e-e) a zbylé dvojice vždy o oktávu výš (E-e , A-a , d-d1, g-g1). Struny se hrají současně jako u běžné šestistrunné kytary. Mnoho dvoukrkých kytar má jeden z krků dvanáctistrunný (např. Gibson EDS-1275), aby kytaristé mohli během koncertů měnit barvu tónu, jako např. ve skladbách Stairway to Heaven nebo Hotel California.